# Verbroken zegels
Verbroken zegels is een hoorspel van Rudolf Geel. De NCRV zond het uit op maandag 5 juli 1976, van 22:28 uur tot 23:00 uur. De regisseur was Johan Wolder.

## Rolbezetting
- Peter Aryans (Frits van der Schuyt, een archeoloog)
- Guus Hoes (Frits, zijn zoon)
- Hans Karsenbarg (Karel, zijn collega)
- Els Buitendijk (Lida, zijn vrouw)
- Frans Somers (voorzitter van de faculteit)
- Donald de Marcas (journalist)

## Inhoud
Archeoloog Frits van der Schuyt, die net weer een eredoctoraat heeft gekregen, bekijkt – samen met zijn zoon – zijn leven en zijn loopbaan. Hij heeft zich veel moeten ontzeggen om zo ver te komen. Hij vertelt zijn zoon over de ontberingen die hij heeft geleden in het Dal der Koningen bij de opgravingen en over de plotselinge vondst en het even plotselinge sterven van zijn collega Karel, die als eerste de zegels van het graf had verbroken. Dan zegt zoon Peter: “In de publicaties over jouw vondst komen we de naam van Karel maar weinig tegen.” Er klinkt achterdocht in zijn stem. Plotseling legt hij een opschrijfboekje uit 1949 op tafel en leest eruit voor. Dan blijkt dat archeoloog Frits van der Schuyt zich heeft laten huldigen met de roem van een ander: Karel is de eigenlijke ontdekker van het graf. Het komt tot een fikse ruzie tussen vader en zoon, die uitmondt in het zoeken naar een nieuwe identiteit…